# Circuitry Man
Circuitry Man es una película de ciencia ficción posapocalíptica estadounidense de 1990 dirigida por Steven Lovy y protagonizada por Jim Metzler, Dana Wheeler-Nicholson y Vernon Wells . Le siguió una secuela, Plughead Rewired: Circuitry Man II, en 1994.

## Sinopsis
En un futuro posapocalíptico, la contaminación ha acabado con el mundo natural y la población se ve obligada a vivir bajo tierra. Una mujer intenta contrabandear una maleta de drogas/chips de contrabando desde Los Ángeles a los restos subterráneos de la ciudad de Nueva York, mientras elude tanto a la policía como a los gánsteres. En el camino, recibe la ayuda de un romántico androide biomecánico con cola de caballo y la persigue Plughead, un villano con la capacidad de acceder a la mente de las personas. Desde el punto de vista técnico, "Circuitry Man" se caracteriza por su estética visual única que refleja la visión del director respecto a un futuro saturado de tecnología. La dirección de Lovy utiliza efectos visuales y un diseño de producción distintivo para crear un mundo futurista postapocalíptico. La cinematografía, a cargo de Jacques Haitkin, contribuye a la construcción de una atmósfera distópica y futurista que complementa la narrativa.
La trama se centra en la figura de "Circuitry Man", un traficante de chips electrónicos interpretado por Jim Metzler, y su compañera, interpretada por Dana Wheeler-Nicholson. La historia sigue sus peripecias mientras se aventuran en un viaje peligroso a través de un paisaje desolado en busca de un chip que podría cambiar la realidad de sus vidas. La película explora temas como la dependencia de la tecnología y la conexión humana en un contexto de avances tecnológicos descontrolados.
El guion, escrito por Lovy, combina elementos de ciencia ficción, acción y comedia, buscando ofrecer una experiencia variada al espectador. Algunos críticos han destacado la originalidad del concepto, mientras que otros han señalado ciertos tropos del género en la narrativa.
El elenco, encabezado por Metzler y Wheeler-Nicholson, desempeña roles que refuerzan la dinámica de la trama. La música, compuesta por Peter Allen, complementa la ambientación y contribuye a la atmósfera futurista de la película.

## Elenco
- Jim Metzler como Danner
- Dana Wheeler-Nicholson como Lori
- Lu Leonard como jugo
- Vernon Wells como Plughead
- Barbara Alyn Woods como Yoyo
- Dennis Christopher como sanguijuela
- Steven Bottomley como camarero
- Barney Burman como tramposo
- Andy Goldberg como Calamar
- Garry Goodrow como jarras
- Darren Lott como Jackie

## Producción
Circuitry Man fue una adaptación de una película estudiantil que Steven Lovy hizo mientras asistía a UCLA. El rodaje comenzó en julio de 1989 y tuvo lugar en Los Ángeles y Antelope Valley, California. 

## Recepción
Kevin Thomas, del Los Angeles Times, lo llamó "nada más que derivado", pero "consistentemente distintivo y divertido".  En The Psychotronic Video Guide, Michael Weldon la describió como "una aventura de ciencia ficción inteligente, a veces divertida y bien hecha" que es más divertida que Hardware o Total Recall, dos películas de ciencia ficción que también se estrenaron en 1990.  El autor de Tech Noir, Paul Meehan, hablando del cine negro en la ciencia ficción, escribió que la película intenta superar su bajo presupuesto con violencia gratuita, pero calificó a Wells de "memorablemente desagradable". 